# Pallacanestro Varese 1962-1963
Nel Campionato 1962-63 la Pallacanestro Varese sostituisce il dimissionario Garbosi, passato ad allenare la Robur et Fides Varese, con l'ex Vittorio Tracuzzi. Viene assunto per riformare il settore giovanile Nico Messina, che muove così i primi passi nella società bosina.
Alcuni giocatori seguono Garbosi nella seconda squadra di Varese, come Mario Andreo e Lajos Tóth, mentre uno dei giocatori storici, Tonino Zorzi, abbandona il ruolo di giocatore e rientra nella nativa Gorizia.
La squadra si classifica seconda, alle spalle della Simmenthal Milano, con all'attivo 2265 punti e al passivo 1759. Miglior realizzatore Giambattista Cescutti, con 426 punti.

## Rosa 1962/63
- Franco Bertini
- Sauro Bufalini
- Antonio Bulgheroni
- Giambattista Cescutti
- Paolo Conti
- Guido Carlo Gatti
- Giovanni Gavagnin
- Remo Maggetti
- Vinicio Nesti
- Renato Padovan
- Valerio Vatteroni
- Massimo Villetti
  - Allenatore
- Vittorio Tracuzzi

## Statistiche
| COMPETIZIONE        | GIOCATE | VINTE | PERSE | F    | S    | PIAZZAMENTO |  |
| CAMPIONATO          | 26      | 23    | 3     | 2265 | 1759 | 2           |  |
| TORNEI E AMICHEVOLI | 19      | 18    | 1     | 1614 | 1315 | -           |  |

## Fonti
- "Pallacanestro Varese 50 anni con voi" di Augusto Ossola
- "La Pallacanestro Varese" di Renato Tadini